# Реден, Фридрих Вильгельм фон (1752)
Граф (с 1786) Фридрих Вильгельм фон Реден (23 марта 1752, Хамельн — 3 марта 1815, Буковец) — германский силезский учёный-геолог, горняк и администратор, директор государственной горной инспекции во Вроцлаве, а затем министр шахт в правительстве Пруссии. Внёс большой вклад в развитие горной промышленности Тарновица и вообще северо-востока Силезии. 
Сын и внук горных инженеров. Практику горняцкого дела, вероятно, приобрёл в горах Гарца. Изучал горное дело в горных академиях Гёттингена и Галле, затем в Клаустале и Фрайберге. Пользовался поддержкой как своего дяди, известного горного инженера Клауса Фридриха, так и Фридриха Антона фон Хейнтца, бывшего министром горного дела и металлургии Пруссии. В молодости Фридрих Вильгельм много путешествовал по Европе, в 1779 году возглавил горную инспекцию во Вроцлаве. С конца 1780-х годов начал активно внедрять в силезскую промышленность технические новшества из Англии. После поражения Пруссии в войне с Наполеоном присягнул на верность французам. В 1807 году после подписания Тильзитского мира был отправлен в отставку и остаток жизни провёл в своём имении.

## Награды
- Орден Красного орла (1 января 1810, королевство Пруссия)[2]